# Droga krajowa nr 42 (Polska)
Droga krajowa nr 42 (DK42) – droga krajowa klasy GP, klasy G oraz klasy Z przebiegająca przez województwa: opolskie, śląskie, łódzkie oraz świętokrzyskie o długości ok. 275 km. Przebiega z Kamiennej koło Namysłowa do Rudnika koło Starachowic. Droga posiada wspólne odcinki z drogą nr 45 pomiędzy Praszką i Kluczborkiem o długości ok. 22 km oraz z drogą nr 43 pomiędzy Rudnikami a Jaworznem o długości ok. 4,5 km. Dawniej tym numerem był oznaczany obecny odcinek DK11 z Poznania przez Jarocin i Pleszew w kierunku Kalisza (dzisiejsza DK12).

## Klasa drogi
Droga posiada parametry:
- klasy GP na odcinkach:
  - Namysłów – Kluczbork – początek obwodnicy Kluczborka
  - wspólny odcinek obwodnicy Kluczborka z DK11
  - obwodnica Gorzowa Śląskiego i Praszki
  - miejski odcinek w Radomsku (ul. Krakowska – ul. Mickiewicza)
  - Skarżysko-Kamienna – Rudnik
- klasy G na odcinkach:
  - Namysłów – Kluczbork – początek obwodnicy Kluczborka
  - skrzyżowanie z DK11 – początek obwodnicy Gorzowa Śląskiego i Praszki
  - koniec obwodnicy Gorzowa Śląskiego i Praszki – Rudniki – Działoszyn – Pajęczno – Nowa Brzeźnica – Radomsko (ul. Krakowska)
  - Radomsko (ul. Mickiewicza) – Przedbórz – Ruda Maleniecka – Końskie – Skarżysko-Kamienna[1]
- oraz parametry klasy Z na odcinku obwodnicy Kluczborka.

## Historia numeracji
Na przestrzeni lat trasa posiadała różne oznaczenia i klasyfikacje:

| Numer | Klasyfikacja      | Przebieg | Lata obowiązywania | Źródło | Uwagi                                                                                         |
| ----- | ----------------- | --- | ------------------ | --- | --------------------------------------------------------------------------------------------- |
| ?     | b.d.              | granica państwa – Praszka – Rudniki – Jaworzno – Działoszyn – Pajęczno – Brzeźnica Nowa – Radomsko – Przedbórz – Ruda Maleniecka                                                                                             | do 1952            | Zygmunt Jaworski: Mapa samochodowa Polski (stan dróg) 1:1 000 000 rok 1939/1940. Wacław Pastwa (współprac.), Alojzy Świkla (oprac.). Tadeusz Musiał, 1939. Brak numerów stron w książce | nieznana numeracja                                                                            |
| 13/1  | droga państwowa   | Ruda Maleniecka – Końskie – Stąporków – Stare Skarżysko | do 1952            | Zygmunt Jaworski: Mapa samochodowa Polski (stan dróg) 1:1 000 000 rok 1939/1940. Wacław Pastwa (współprac.), Alojzy Świkla (oprac.). Tadeusz Musiał, 1939. Brak numerów stron w książce | odnoga drogi państwowej nr 13                                                                 |
| 9/3   | droga państwowa   | Stare Skarżysko – Wąchock – Starachowice – Rudnik | do 1952            | Zygmunt Jaworski: Mapa samochodowa Polski (stan dróg) 1:1 000 000 rok 1939/1940. Wacław Pastwa (współprac.), Alojzy Świkla (oprac.). Tadeusz Musiał, 1939. Brak numerów stron w książce | odnoga drogi państwowej nr 9                                                                  |
| ?     | droga drugorzędna | Kamienna – Wołczyn – Kluczbork – Praszka – Rudniki – Jaworzno – Działoszyn – Pajęczno – Nowa Brzeźnica – Radomsko – Przedbórz – Ruda Maleniecka – Końskie – Stąporków – Skarżysko-Kamienna – Wąchock – Starachowice – Rudnik | 1952 – 1985        | - Atlas samochodowy Polski 1:500 000. Wyd. IV. Warszawa: Państwowe Przedsiębiorstwo Wydawnictw Kartograficznych, 1965. Brak numerów stron w książce - Mapa samochodowa Polski 1:1 000 . Wyd. jedenaste. Warszawa: Państwowe Przedsiębiorstwo Wydawnictw Kartograficznych, 1972. Brak numerów stron w książce - Samochodowy atlas Polski 1:500 000. Wyd. V. Warszawa: Państwowe Przedsiębiorstwo Wydawnictw Kartograficznych, 1979. ISBN 83-7000-017-7. Brak numerów stron w książce - Samochodowy atlas Polski 1:500 000. Wyd. IX. Warszawa: Państwowe Przedsiębiorstwo Wydawnictw Kartograficznych, 1985. Brak numerów stron w książce                                           | nieznana numeracja                                                                            |
| 451   | droga krajowa     | Kamienna – Wołczyn – Kluczbork | 1985 – 2000        | - Uchwała nr 192 Rady Ministrów z dnia 3 grudnia 1985 r. w sprawie zaliczenia dróg do kategorii dróg krajowych (M.P. z 1986 r. nr 3, poz. 16) - Polska: Atlas samochodowy 1:300 000. Wyd. pierwsze. Warszawa: Polskie Przedsiębiorstwo Wydawnictw Kartograficznych, 1992. ISBN 83-7000-080-0. Brak numerów stron w książce - Polska: Mapa samochodowa 1:700 000. Wyd. 1. Szczecin: Wydawnictwo Kartograficzne KOMPAS, 1996/1997. ISBN 83-904373-2-5. Brak numerów stron w książce - Rozporządzenie Rady Ministrów z dnia 15 grudnia 1998 r. w sprawie ustalenia wykazu dróg krajowych i wojewódzkich (Dz.U. z 1998 r. nr 160, poz. 1071) – wykaz dróg krajowych przed rokiem 2000 | dozwolony ruch ciężki – dopuszczalny nacisk na oś do 10 ton                                   |
| 45    | droga krajowa     | Kluczbork – Gorzów Śląski – Praszka | 1985 – 2000        | - Uchwała nr 192 Rady Ministrów z dnia 3 grudnia 1985 r. w sprawie zaliczenia dróg do kategorii dróg krajowych (M.P. z 1986 r. nr 3, poz. 16) - Polska: Atlas samochodowy 1:300 000. Wyd. pierwsze. Warszawa: Polskie Przedsiębiorstwo Wydawnictw Kartograficznych, 1992. ISBN 83-7000-080-0. Brak numerów stron w książce - Polska: Mapa samochodowa 1:700 000. Wyd. 1. Szczecin: Wydawnictwo Kartograficzne KOMPAS, 1996/1997. ISBN 83-904373-2-5. Brak numerów stron w książce - Rozporządzenie Rady Ministrów z dnia 15 grudnia 1998 r. w sprawie ustalenia wykazu dróg krajowych i wojewódzkich (Dz.U. z 1998 r. nr 160, poz. 1071) – wykaz dróg krajowych przed rokiem 2000 |                                                                                               |
| 488   | droga krajowa     | Praszka – Rudniki | 1985 – 2000        | - Uchwała nr 192 Rady Ministrów z dnia 3 grudnia 1985 r. w sprawie zaliczenia dróg do kategorii dróg krajowych (M.P. z 1986 r. nr 3, poz. 16) - Polska: Atlas samochodowy 1:300 000. Wyd. pierwsze. Warszawa: Polskie Przedsiębiorstwo Wydawnictw Kartograficznych, 1992. ISBN 83-7000-080-0. Brak numerów stron w książce - Polska: Mapa samochodowa 1:700 000. Wyd. 1. Szczecin: Wydawnictwo Kartograficzne KOMPAS, 1996/1997. ISBN 83-904373-2-5. Brak numerów stron w książce - Rozporządzenie Rady Ministrów z dnia 15 grudnia 1998 r. w sprawie ustalenia wykazu dróg krajowych i wojewódzkich (Dz.U. z 1998 r. nr 160, poz. 1071) – wykaz dróg krajowych przed rokiem 2000 |                                                                                               |
| 489   | droga krajowa     | Rudniki – Jaworzno | 1985 – 2000        | - Uchwała nr 192 Rady Ministrów z dnia 3 grudnia 1985 r. w sprawie zaliczenia dróg do kategorii dróg krajowych (M.P. z 1986 r. nr 3, poz. 16) - Polska: Atlas samochodowy 1:300 000. Wyd. pierwsze. Warszawa: Polskie Przedsiębiorstwo Wydawnictw Kartograficznych, 1992. ISBN 83-7000-080-0. Brak numerów stron w książce - Polska: Mapa samochodowa 1:700 000. Wyd. 1. Szczecin: Wydawnictwo Kartograficzne KOMPAS, 1996/1997. ISBN 83-904373-2-5. Brak numerów stron w książce - Rozporządzenie Rady Ministrów z dnia 15 grudnia 1998 r. w sprawie ustalenia wykazu dróg krajowych i wojewódzkich (Dz.U. z 1998 r. nr 160, poz. 1071) – wykaz dróg krajowych przed rokiem 2000 | dozwolony ruch ciężki – dopuszczalny nacisk na oś do 10 ton                                   |
| 490   | droga krajowa     | Jaworzno – Działoszyn | 1985 – 2000        | - Uchwała nr 192 Rady Ministrów z dnia 3 grudnia 1985 r. w sprawie zaliczenia dróg do kategorii dróg krajowych (M.P. z 1986 r. nr 3, poz. 16) - Polska: Atlas samochodowy 1:300 000. Wyd. pierwsze. Warszawa: Polskie Przedsiębiorstwo Wydawnictw Kartograficznych, 1992. ISBN 83-7000-080-0. Brak numerów stron w książce - Polska: Mapa samochodowa 1:700 000. Wyd. 1. Szczecin: Wydawnictwo Kartograficzne KOMPAS, 1996/1997. ISBN 83-904373-2-5. Brak numerów stron w książce - Rozporządzenie Rady Ministrów z dnia 15 grudnia 1998 r. w sprawie ustalenia wykazu dróg krajowych i wojewódzkich (Dz.U. z 1998 r. nr 160, poz. 1071) – wykaz dróg krajowych przed rokiem 2000 |                                                                                               |
| 486   | droga krajowa     | Działoszyn – Pajęczno – Radomsko | 1985 – 2000        | - Uchwała nr 192 Rady Ministrów z dnia 3 grudnia 1985 r. w sprawie zaliczenia dróg do kategorii dróg krajowych (M.P. z 1986 r. nr 3, poz. 16) - Polska: Atlas samochodowy 1:300 000. Wyd. pierwsze. Warszawa: Polskie Przedsiębiorstwo Wydawnictw Kartograficznych, 1992. ISBN 83-7000-080-0. Brak numerów stron w książce - Polska: Mapa samochodowa 1:700 000. Wyd. 1. Szczecin: Wydawnictwo Kartograficzne KOMPAS, 1996/1997. ISBN 83-904373-2-5. Brak numerów stron w książce - Rozporządzenie Rady Ministrów z dnia 15 grudnia 1998 r. w sprawie ustalenia wykazu dróg krajowych i wojewódzkich (Dz.U. z 1998 r. nr 160, poz. 1071) – wykaz dróg krajowych przed rokiem 2000 |                                                                                               |
| 749   | droga krajowa     | Radomsko – Przedbórz – Ruda Maleniecka – Końskie | 1985 – 2000        | - Uchwała nr 192 Rady Ministrów z dnia 3 grudnia 1985 r. w sprawie zaliczenia dróg do kategorii dróg krajowych (M.P. z 1986 r. nr 3, poz. 16) - Polska: Atlas samochodowy 1:300 000. Wyd. pierwsze. Warszawa: Polskie Przedsiębiorstwo Wydawnictw Kartograficznych, 1992. ISBN 83-7000-080-0. Brak numerów stron w książce - Polska: Mapa samochodowa 1:700 000. Wyd. 1. Szczecin: Wydawnictwo Kartograficzne KOMPAS, 1996/1997. ISBN 83-904373-2-5. Brak numerów stron w książce - Rozporządzenie Rady Ministrów z dnia 15 grudnia 1998 r. w sprawie ustalenia wykazu dróg krajowych i wojewódzkich (Dz.U. z 1998 r. nr 160, poz. 1071) – wykaz dróg krajowych przed rokiem 2000 | na odc. Ruda Maleniecka – Końskie dozwolony ruch ciężki – dopuszczalny nacisk na oś do 10 ton |
| 746   | droga krajowa     | Końskie – Stąporków – Skarżysko-Kamienna – Wąchock – Starachowice – Rudniki | 1985 – 2000        | - Uchwała nr 192 Rady Ministrów z dnia 3 grudnia 1985 r. w sprawie zaliczenia dróg do kategorii dróg krajowych (M.P. z 1986 r. nr 3, poz. 16) - Polska: Atlas samochodowy 1:300 000. Wyd. pierwsze. Warszawa: Polskie Przedsiębiorstwo Wydawnictw Kartograficznych, 1992. ISBN 83-7000-080-0. Brak numerów stron w książce - Polska: Mapa samochodowa 1:700 000. Wyd. 1. Szczecin: Wydawnictwo Kartograficzne KOMPAS, 1996/1997. ISBN 83-904373-2-5. Brak numerów stron w książce - Rozporządzenie Rady Ministrów z dnia 15 grudnia 1998 r. w sprawie ustalenia wykazu dróg krajowych i wojewódzkich (Dz.U. z 1998 r. nr 160, poz. 1071) – wykaz dróg krajowych przed rokiem 2000 | dozwolony ruch ciężki – dopuszczalny nacisk na oś do 10 ton                                   |
| 42    | droga krajowa     | Namysłów – Kluczbork – Praszka – Rudniki – Działoszyn – Pajęczno – Nowa Brzeźnica – Radomsko – Przedbórz – Ruda Maleniecka – Końskie – Skarżysko Kamienna – Rudnik                                                           | od 2000            | - Zarządzenie nr 6 Generalnego Dyrektora Dróg Publicznych z dnia 9 maja 2000 r. w sprawie nowych numerów dróg krajowych · (wykaz dróg w archiwum Rzeczpospolitej ) - Polska: Mapa samochodowa 1:700 000. Wyd. XXVII. Dom Wydawniczy PWN, 2016. ISBN 978-83-7705-942-5. Brak numerów stron w książce - Polska: Atlas samochodowy 1:200 000 dla profesjonalistów. Wyd. IX. Warszawa: Dom Wydawniczy PWN, 2017. ISBN 978-83-7705-978-4. Brak numerów stron w książce | ograniczenia dla ruchu ciężkiego                                                              |

## Dopuszczalny nacisk na oś
Od 13 marca 2021 roku na drodze dozwolony jest ruch pojazdów o nacisku pojedynczej osi napędowej do 11,5 tony.

### Do 13 marca 2021 r.
Wcześniej droga krajowa nr 42 była objęta ograniczeniami dopuszczalnego nacisku pojedynczej osi:
| Znak | Dopuszczalny nacisk | Odcinek |
| ---- | ------------------- | --- |
| DK42 | do 11,5 tony        | - Radomsko (odcinek wspólny z ) - Skarżysko-Kamienna (E77 – węzeł „Skarżysko-Kamienna Południe”) – Starachowice – Rudnik |
| DK42 | do 10 ton           | - Kamienna () – Kluczbork () - Kluczbork () – Praszka – Rudniki – Jaworzno () - Działoszyn () – Pajęczno – Nowa Brzeźnica – Radomsko () - Radomsko () – Przedbórz – Ruda Maleniecka – Końskie – Skarżysko-Kamienna (E77 – węzeł „Skarżysko-Kamienna Południe”) |
| DK42 | do 8 ton            | Jaworzno () – Działoszyn () |

## Ważniejsze miejscowości leżące na trasie 42
- Kamienna (DK39)
- Wołczyn
- Kluczbork (DK11, DK45) – obwodnica
- Gorzów Śląski (DK45) – obwodnica
- Praszka (DK45) – obwodnica
- Rudniki (DK43)
- Jaworzno (DK43)
- Raciszyn
- Działoszyn
- Pajęczno
- Nowa Brzeźnica
- Radomsko (DK1, DK91) – częściowo obwodnica wybudowana, częściowo planowana[7]
- Przedbórz
- Ruda Maleniecka (DK74)
- Końskie
- Stąporków
- Skarżysko-Kamienna (S7)
- Wąchock – obwodnica w budowie w ramach Programu Budowy 100 Obwodnic
- Starachowice – obwodnica planowana w ramach Programu Budowy 100 Obwodnic
- Rudnik (DK9)